# Jarosław Flis
Jarosław Flis (ur. 1967) – polski socjolog, nauczyciel akademicki, publicysta i komentator polityczny, doktor habilitowany nauk społecznych.

## Życiorys
Ukończył studia z zakresu socjologii na Uniwersytecie Jagiellońskim. W 2002 na Wydziale Zarządzania i Komunikacji Społecznej UJ, w oparciu o rozprawę zatytułowaną Uspołecznienie strategii rozwoju regionalnego na przykładzie Małopolskiej listy szans uzyskał stopień doktora nauk humanistycznych w zakresie nauk o zarządzaniu. W 2016 na UJ na podstawie rozprawy pt. Złudzenia wyboru. Społeczne wyobrażenia i instytucjonalne ramy w wyborach do sejmu i senatu otrzymał stopień naukowy doktora habilitowanego nauk społecznych. Zawodowo związany z Uniwersytetem Jagiellońskim. Doszedł do stanowiska profesora uczelni w Instytucie Dziennikarstwa i Komunikacji Społecznej UJ. Wszedł w skład powołanego na UJ zespołu Centrum Badań Ilościowych nad Polityką.
W pracy naukowej specjalizuje się w zakresie public relations, socjologii polityki oraz kwestiach związanych z zarządzaniem instytucjami publicznymi.
Między 1993 a 2003 był zatrudniony w administracji publicznej jako rzecznik prasowy prezydenta Krakowa, doradca w Kancelarii Prezesa Rady Ministrów (w okresie rządu Jerzego Buzka) oraz doradca w małopolskim urzędzie marszałkowskim. Jako publicysta został stałym komentatorem „Tygodnika Powszechnego”. Jest autorem artykułów publikowanych przez „Gazetę Wyborczą”, „Rzeczpospolitą” i inne czasopisma, a także regularnym komentatorem w prasie, radiu i telewizji.

## Odznaczenia i wyróżnienia
Odznaczony Krzyżem Kawalerskim Orderu Odrodzenia Polski (2015). W 2021 otrzymał (wraz z Wojciechem Słomczyńskim i Dariuszem Stolickim) nagrodę Duncan Black Prize, przyznawaną przez amerykańskie towarzystwo ekonomiczno-politologiczne Public Choice Society za najlepszy artykuł opublikowany w czasopiśmie „Public Choice” w 2020.